# Donaldas
Donaldas ist ein litauischer männlicher Vorname, abgeleitet von Donald. Die weibliche Form ist Donalda. 

## Personen
- Donaldas Kairys (* 1977), Basketball-Trainer.